# Tatsuya Suzuki
Tatsuya Suzuki (Kanagawa, 1 augustus 1982) is een Japans voetballer.

## Carrière
Tatsuya Suzuki speelde tussen 2005 en 2011 voor Kashiwa Reysol en FC Tokyo. Hij tekende in 2012 bij Tokushima Vortis.